# Dan Beery
Daniel "Dan" Beery (født 4. januar 1975 i Oaktown, Indiana, USA) er en amerikansk tidligere roer, olympisk guldvinder og tredobbelt verdensmester.
Beery vandt en guldmedalje ved OL 2004 i Athen, som del af den amerikanske otter. Udover Beery bestod bådens besætning af Wyatt Allen, Jason Read, Chris Ahrens, Joseph Hansen, Matt Deakin, Beau Hoopman, Bryan Volpenhein og styrmand Peter Cipollone. Amerikanerne sikrede sig guldmedaljen foran Holland og Australien, der vandt henholdsvis sølv og bronze. Det var hans eneste OL-deltagelse.
Beery vandt desuden tre verdensmesterskaber, et i toer med styrmand ved VM 2003 i Italien, et i otter ved VM 2005 i Japan og et i firer med styrmand ved VM 2007 i Tyskland.

## OL-medaljer
- 2004:  Guld i otter